# Torre Mirana
Torre Mirana, detta anticamente Torre del Marcolino, è una torre storica della città di Trento. Fa parte del complesso di edifici di Palazzo Thun.

## Storia
Torre Mirana prende il nome dalla famiglia Mirana, a cui apparteneva. Fa parte di un complesso architettonico che in epoca medievale apparteneva alla famiglia Belenzani, a cui fu espropriato all'inizio del XV secolo dal duca d'Austria Federico IV d'Asburgo detto "Tascavuota" a causa della rivolta guidata da Rodolfo Belenzani e che fu poi acquistato dalla famiglia Thun di Castel Thun nel 1461.
Nel 1549 la famiglia Thun acquistò la "torre delli Mirani", detta anche torre Marcolina.
Nel 1873-1874 la torre venne acquistata assieme a tutto il Palazzo Thun dal comune di Trento.